# Arn Magnusson
Arn Magnusson är en fiktiv litterär gestalt och huvudperson i en romantrilogi av Jan Guillou. Trilogin utspelar sig från 1150 och till 1210 i Västergötland och Palestina  och skildrar den svenska medeltiden och korstågen i det Heliga landet, där Arn är en tempelriddare. I filmatiseringen av romanerna spelas Arn av Joakim Nätterqvist.

## Romaner

### Trilogi
- Vägen till Jerusalem (1998)
- Tempelriddaren (1999)
- Riket vid vägens slut (2000)

### Fristående fortsättning
- Arvet efter Arn (2001)

## Film och tv
- Arn – Tempelriddaren (2007)  Förlaga: Vägen till Jerusalem och delar av Tempelriddaren
- Arn – Riket vid vägens slut (2008)  Förlaga: delar av Tempelriddaren och Riket vid vägens slut
- Arn (2010, tv-serie i 6 delar)  Längre version av ovanstående filmer

- I Arns fotspår - dokumentär med Jan Guillou om kulturturismen i Västergötland
- Arns rike - Striden om Svea rikes vagga - dokumentär med Jan Guillou om den svenska riksbildningen

## Handling

### Vägen till Jerusalem
Den första romanen skildrar Arns uppväxt och ungdom i kungariket Västergötland. Som barn blir han bortlämnad till cisterciensermunkarna och får sin fortsatta uppfostran på klostren Varnhem och Vitæ Schola. Hos munkarna får han sin tids bästa utbildning både andligt och intellektuellt, men också praktiskt, när han undervisas i stridskonst och ridning av en f.d. tempelriddare. Vid 16 års ålder, återvänder han till den världsliga tillvaron, där han dras in i intrigerna mellan de rivaliserande kungafamiljerna Erikska ätten och Sverkerska ätten, och förälskar sig i Cecilia Algotsdotter. Deras kärleksaffär slutar i stor sorg, dock, när de båda döms till 20 års botgöring för utomäktenskapligt samlag. Arn skickas som tempelriddare till Heliga landet och Cecilia spärras in i Varnhems systerkloster Gudhem.

### Tempelriddaren
Den andra romanen skildrar Arns tid i Heliga landet, där han har blivit en mycket högt uppsatt tempelriddare som borgherre i Gaza. Genom ett ödets nyck, lär han känna kristenhetens mäktigaste ärkefiende, sultan Ṣalādīn, vilken svurit att återta Jerusalem. Parallellt skildras också maktkampen i Västergötland där Cecilia gör sin botgöringstid i kloster.

### Riket vid vägens slut
Den tredje romanen skildrar hur Arn återvänder till Västergötland efter avslutad botgöring och hur han använder sina kunskaper från Palestina för att bygga för freden, samtidigt som maktstriden mellan de Erikska och Sverkerska ätterna går mot sin slutgiltiga och blodiga upplösning.

### Arvet efter Arn
I denna fristående fjärde roman, skildras Birger Magnusson (Birger jarl) i hans strävanden att bygga vidare på vad hans farfar Arn Magnusson påbörjade – det som skall komma att bli Sverige.

## Tema och tillkomst
År 1995 hade Jan Guillou avslutat sin framgångsrika spionserie om Carl Hamilton och Kalla kriget. Vid den här tiden hade Guillou börjat lägga märke till en ökad aggression i västerländsk media, i synnerhet amerikanska nyhetskanaler som CNN, mot den arabiska världen. Han ansåg sig då se hur USA och Storbritannien hade valt en ny fiende för att ersätta Sovjetunionen och kommunismen för att behålla världen indelad i en god och en ond sida. Han bestämde sig därför att skildra denna politiska utveckling genom att skriva om ett tidigare heligt krig mellan kristendomen och Islam, nämligen korstågen under 1100-talet.
Trots att en majoritet av korsriddarna kom från Frankrike behövde Guillou en svensk huvudperson, eftersom han huvudsakligen skriver för svenska läsare, även om han medger att detta är mindre realistiskt. Med beslutet att ha en svensk huvudperson behövde en stor del av handlingen utspela sig i Sverige, men när Guillou började göra sin historiska research insåg han att Sverige ännu inte existerade under tidsperioden han valt. Stora delar av det som skulle komma att bli Sverige lydde under Danmark, Norge eller Novgorod och inklämt däremellan låg de små kungarikena Svealand och Västra och Östra Götaland som styrdes av rivaliserande adelsfamiljer som utkämpade en blodig maktkamp. Detta medförde att en stor del av handlingen i trilogin kom att skildra den tidiga svenska riksbildningen.
Jan Guillou blev övertygad av sin vän Sören Holmberg att fokusera på den historiska tes som hävdar att Svea rikes vagga stod i Västergötland och som sedan 1980-talet blivit envist framförd av Västgötaskolan. Guillou reste först till Varnhems klosterruin och reste sedan runt bland andra ruiner i Västergötland för att leta inspiration. I en bokhandel i Skara inhandlade han en stor del av Västgötaskolans böcker i ämnet.
Huvudpersonens patronymikon, (fadersnamn), kommer av Birger jarl som också bar fadersnamnet Magnusson, för att föra tankarna till den egentlige riksbildaren. Magnusson är alltså inte Arns efternamn utan fadersnamn. Förnamnet kommer av Aranäs, även känd som Årnäs, i böckerna nämnd Arnäs.

## Inspirationskällor
- Arns fall från tornet i den första romanen är inspirerat av en medeltida mirakellegend om en liten gosse som föll från en hög mur när han försökte klättra upp till en tam kaja som rymt, och vaknade ur medvetslösheten av sina föräldrars böner.[6]
- Två legender kring tempelriddarna har inspirerat Jan Guillou då han skrev om Arns liv i Heliga landet. Enligt den första legenden ska en tempelriddare ha räddat livet på Saladin då denne anfölls av ett rövarband. Den andra legenden handlar om en strid vid Mont Gisard, där man inte vet vem som ledde de kristnas trupper till den stora segern. Eftersom det inte finns något bevarat namn på dessa riddare kunde Jan Guillou ge rollen till sin Arn de Gothia.[7]
- Arns mor Sigrid har en verklig förlaga: Fru Sigrid: Hon ska ha skänkt ett betydelsefullt jordarv vid Varnhem till cisterciensermunkarna som dittills hållit till på Lurö i Vänern. Detta inträffade ungefär samtidigt som invigningen av Skara domkyrka som inleder den första romanen.[8]

- Arns och Cecilias son Magnus Månesköld har en verklig förlaga: Han hette Magnus Minnisköld och var son till Bengt Snivil. Moderns namn är okänt. Hans son Birger Magnusson är Birger jarl.

- Arns barndomsgård Arnäs i romansviten är inspirerad av den verkliga gården Aranäs. Där finns ruinen efter en borg från 1200-talet. Borgen är inte byggd på det vanliga sätt som borgar byggdes i Norden vid denna tid, utan liknar de samtida nordfranska donjonerna. Jan Guillou hittade borgen i en nyutgiven doktorsavhandling om befästningar i det medeltida Västsverige.[9]

- Forshems kyrka, som i Riket vid vägens slut beställs och bekostas av Arn, finns i verkligheten. I romanen bestämmer Arn att hans kyrka ska tillägnas Den heliga graven i Jerusalem. Även verklighetens Forshems kyrka helgades åt Den heliga graven och inte, vilket var det vanliga på 1100-talet, åt Guds moder – jungfru Maria. Över kyrkporten finns en stenrelief, där kyrkans byggherre, en riddare, är avbildad då han överräcker kyrkans nycklar till Gud. Bredvid dem ser man hur stenhuggarmästaren arbetar med att färdigställa kyrkan. Ovanför Guds huvud finns ett tempelriddarkors. Jan Guillou hade läst på inför sitt första besök i kyrkan, men han kände inte till detaljen med tempelriddarkorset och blev både förstummad och överväldigad när han såg det.[10]

## Kritik mot uppgifter i böckerna
Romantrilogin är skönlitterär och skildrar en tid som till stor del saknar historiska källor. Enligt Jan Guillou själv är hans berättelse "en tredjedel kända fakta och två tredjedelar gissning".
I olika sammanhang har dock påstådda felaktigheter och tvivelaktiga uppgifter påpekats.
- I slutet av Riket vid vägens slut, då Birger Magnusson tar farväl av sin farfar Arn på dödsbädden, lovar Birger att skapa en ny stad vid Mälarens inlopp (Stockholm) och att styra riket därifrån. Han ska vidare, på Arns inrådan söka stöd hos svearna - i värsta fall "finge man väl kalla det nya riket Svea rike", säger Arn och Guillou fortsätter i romanen: "Eftersom Arn fortfarande talade nordiska mer som en dansk än som götisk man, lät det i Birger Magnussons öron som om han sagt Sverige. [...]" [12]

- Att statsvapnet Tre Kronor skulle symbolisera kung Eriks makt över Västra Götaland, Östra Götaland och Svealand är mindre troligt. Det är två århundraden innan Albrecht III von Mecklenburg, på senare delen av 1300-talet, blir den förste svenske regent som med säkerhet dokumenteras med ett sköldmärke med tre kronor. [13]  Vad som dock i någon mån talar för Guillous tolkning är att tre kronor användes i Magnus Ladulås kontrasigill (om än inte på en sköld) vid mitten av 1200-talet.
- Den i romanen omtalade Folkungaätten kallas idag mer korrekt för Bjälboätten, vilken är utförligt utredd av medeltidsgenealoger och någon Arn Magnusson har aldrig existerat. Guillou har dock aldrig hävdat att hans litterära riddare skulle ha existerat i verkligheten.

## Arn Magnussons liv
Arn föds 1150, en kort tid efter invigningen av Skara domkyrka. Han är den andre sonen till en Folkungafamilj på Arnäs i Västergötland. På fädernet härstammar han från jarlen Folke den tjocke, Folkungaättens anfader. På mödernet härstammar han från den norska kungaätten.  
Vid fem års ålder råkar han ut för en livshotande olycka när han klättrar upp på gårdens torn och faller till marken, och han anses bli räddad från skada genom sin mors intensiva böner. Då Arns mor lovat att Arn skulle skänkas till kyrkans arbete om han fick leva, lämnas han bort till klostret i Varnhem. 
Arn lever med munkarna i tolv år, till stor del isolerad från den yttre världen, och utöver sin utbildning i språk och andlighet kommer han att bli tränad i den medeltida krigskonsten av en broder Guilbert som tidigare varit tempelriddare i Outremer. Broder Guilbert tränar Arn i svärd, båge, hästridning och den krigföring från Frankrike och Heliga landet som ligger långt före Skandinavien, där männen fortfarande slåss som vikingar. När Arn blir vuxen skickar fader Henri tillbaka honom till Arnäs. Arn vill bli munk, men innan han kan ta det livslånga löftet om fattigdom, celibat och lydnad anser fader Henri att han måste få en chans att se omvärlden. 
Efter hemkomsten blir Arn indragen i Västergöltands dödliga politiska intriger, både genom sin egen familjs lokala fejd med en farlig granne och genom den pågående blodsfejden mellan de två ätter som rivaliserar om kungamakten. Arn visar sig vara överlägsen som svärdskämpe när han försvarar sin familjs heder och deltar i dräpandet av kungen, vilket ger honom både mäktiga vänner och mäktiga fiender. 
Genom politiskt spel blir han dömd för ha idkat utomäktenskapligt samlag med sin älskade Cecilia Algotsdotter, som han är förlovad med, och vad värre är har han dessutom tidigare haft samlag med hennes syster. Detta är en svår synd enligt tidens sed. Cecilia har blivit med barn innan äktenskapet, vilket hon berättat för sin syster Katarina. Katarina fruktar att hon själv då ska bli kvar i kloster resten av sitt liv, en tillvaro som hon dittills delat med Cecilia i uppfostringssyfte, och avslöjar det unga parets hemlighet för sin abbedissa. Abbedissan, som tillhör Arns fiender i den politiska maktkampen, ser en chans att göra sig av med honom, och Arn blir dömd till tjugo års botgöring i Heliga landet. Straffet blir särskilt hårt eftersom han även gjort sig skyldig till samlag med Katarina, som hade förfört honom under en mycket berusad natt långt innan han träffat Cecilia eller visste att de var systrar.    
I Heliga landet blir Arn en högt uppsatt tempelriddare och styr länge som borgherre i Gaza. Av en ödets nyck upplever han något mycket egendomligt då räddar självaste Saladin från saracenska stråtrövare, och får möjlighet att lära känna sin största ärkefiende. Under sin tid i det Heliga Landet lär Arn också känna den muslimska befolkningen och läran, och inser att den kristna propagandan om saracenerna han lärt sig från hemlandet är felaktig. Senare besegras Saladin av Arn under slaget vid Montgisard, och en tid därefter blir Arn utnämnd till tempelriddarnas högste befälhavare i Jerusalem.     
När Saladin återvänder under Arns sista botgöringsår blir de kristna arméerna grundligt besegrade i slaget vid Hattin, där Arn deltar och blir svårt sårad. Han räddas av Saladin och blir vårdad för sina sår i Saladins sjukhus i Damaskus. Som Saladins fånge och inofficielle rådgivare får Arn uppleva hur det Heliga Landet går förlorat, fast han slipper ser Jerusalem erövras. Under det Tredje Korståget som följer på Jerusalems fall blir Arn förhandlare mellan Saladin och kung Rikard Lejonhjärta. Efter cirka fyra år som Saladins fånge och förhandlare, släpper Saladin Arn fri och låter honom sig hem till Västergötland. Som gåva ger Saladin Arn ett nytt svärd samt en stor mängd guld.
I Västergötland gifter sig Arn med sin Cecilia och tillsammans bygger de för freden på sitt nya herresäte Forsvik. Arn tränar unga män till att bli riddare och får en dotter med Cecilia. Arn låter rusta sitt fädernesäte Arnäs till en mäktig borg, och bygger upp en riddarskola och handelsplats i Forsvik. 
När den Sverkerska ätten gör ett nya försök att erövra tronen från den Erikska, med hjälp av stora arméer från Danmark, blir de grundligt besegrade av Arn, först under slaget vid Lena och sedan slutligen under slaget vid Gestilren. I det sista slaget blir Arn dödligt sårad och avlider några dagar senare, vid en ålder av 60. Han begravdes i Varnhems klosterkyrka, intill sin mors gravplats, och även nära vännen kung Knut Erikssons grav. Arns sonson Birger Magnusson för hans arv vidare, det arv som skulle leda till bildandet av kungariket Sverige.

## Arn Magnussons släktträd

### Familj
- Nämnda förfäder: Tora Guttormsdotter (farmor) Jarlen Folke den tjocke (farfars far)
  - Föräldrar: Magnus Folkesson av Folkungaätten och Sigrid
    - Helsyskon: Eskil Magnusson
    - Halvsyskon: Gure (hans mor var Suom), Knut Magnusson, Kristina Magnusdotter och en icke namngiven syster (deras mor var Erika Joarsdotter).
      - Syskonbarn: Beata Eskilsdotter, Sigrid Eskilsdotter och Torgils Eskilsson (gift med Ulrika Leifsdotter, dotter till Leif lagman, och far till Knut Torgilsson).

    - Övrigas släktingar: Birger Brosa (farbror, Magnus Folkessons yngre halvbror). En till namnet okänd mormors bror (Fru Sigrid ärvde Varnhem av en morbror)
    - Ingifta släktingar: Arn Magnusson var svärson till Algot Pålsson av Pålsätten och hans husfru Dorotea (dotter till Rörik och Ulrika). Han var svåger till Katarina Algotsdotter (eftersom hon var Cecilias syster var Katarina hans svägerska även efter att Katarinas och hans bror Eskils äktenskap upplösts) Arn är också svåger till Bengta Sigmundsdotter från Sigtuna (brodern Eskils andra hustru), samt Konrad Pederson från Roskilde (gift med Arns halvsyster Kristina).

#### Barn, barnbarn och barnbarnsbarn
- Magnus Månesköld var Arn Magnusson och Cecilia Rosa Algotsdotters äldsta barn och enda son. Han gifte sig med sverkersdottern Ingrid Ylva.
  - Birger jarl Magnusson
    - Rikissa Birgersdotter, drottning av Norge. Drottning av Norge, hon gifte sig med Håkon den unge av Norge. (med makan Ingeborg Eriksdotter)
    - Valdemar Birgersson, kung av Sverige. (med makan Ingeborg Eriksdotter)
    - Magnus Birgersson (Magnus Ladulås), kung av Sverige (med makan Ingeborg Eriksdotter)
    - Erik Birgersson (med makan Ingeborg Eriksdotter)
    - Gregers Birgersson (frillobarn med Signy Olafsdotter av Ulvsätten)
    - Sigrid Birgersdotter (frillobarn med Signy Olafsdotter av Ulvsätten)
    - Ylva Birgersdotter (frillobarn med Signy Olafsdotter av Ulvsätten)

  - Eskil lagman Magnusson gifte sig med den norske jarlen Håkan Galins änka Kristen som redan hade en son Knut jarl Håkansson med honom, som gifte sig med den norska drottningen Margaretas syster Ingrid.
  - Bengt lagman Magnusson gifte sig med Sigrid Sigstensdotter av Sparreätten.
  - Biskop Karl Magnusson gifte sig aldrig eftersom han var biskop och därmed förbjuden att gifta sig.
  - Elof handelsman Magnusson som gifte sig med köpemansdottern Hanelore Kopf och fick med henne barnen Gerhard Elofsson och Hilda Elofsdotter, och även ett frillobarn med Helga.
- Alde Arnsdotter var Arn Magnusson och Cecilia Rosa Algotsdotters yngsta barn och enda dotter, hon gifte sig med den frigivne trälen Gurmunds son riddar Sigurd och fick med honom tre barn.
  - Cecilia Aldesdotter gifte sig med Ardus Ibensson och fick med honom barnen Måna Ardusdotter och Arif Ardusson.
  - Ulrika Aldesdotter gifte sig med Erlend Bengtsson av Sparreätten.
  - Riddar Roland (valde namnet Aldesson, fick namnet Sigurdsson av sin kusin Birger jarl när denna dubbade honom till den förste riddaren av Sverige.)

## Kuriosa
Arn blev utsedd till Årets skaraborgare 2007 av Sveriges Radio Skaraborg. Jan Guillou tog emot priset.